# Favia pallida
Espèce
Statut CITES
Favia pallida est une espèce de coraux appartenant à la famille des Faviidae. Selon WoRMS, cette espèce n'est pas valide et correspond à Dipsastraea pallida Dana, 1846.